# کزج
کزج روستایی در ۱۵ کیلومتری شمال‌غربی هشجین در استان اردبیل است.ساکنین این روستا پایبند به اصول بنیادی دیار خود هستند بافت سنتی، معماری خاص اماکن مسکونی، قرار گرفتن در کوهپایه، بهره‌مندی از طبیعت بکر و زیبا، جاری شدن رودخانه قزل اوزن درست از بین باغات روستا، قدمت و پیشینه تاریخی و صنایع دستی موجب گردیده‌است که این روستا به یکی از جاذبه‌های توریستی استان اردبیل تبدیل گردد. باغداری و دامداری و کشاورزی شغل عمده اهالی این منطقه می‌باشد. فاصله این منطقه از خلخال ۵۷ کیلومتر و از هشتجین ۱۷ کیلومتر می‌باشد. رودخانه قزل اوزن از ۱ کیلومتری غربی این روستا می‌گذرد، این خانه‌های روستا بافتی شبیه شهر تاریخی و توریستی ماسوله پدیدآورده‌است. آنچه این روستا را حایز اهمیت ساخته علاوه بر معماری علاقه اهالی به حفاظت و حراست از سنن، آداب، رسوم و فرهنگ گذشته این خطه است

.

## معماری پلکانی
با دیدن معماری پلکانی کزج و بررسی معماری پلکانی در سایر شهرها و روستاهای ایران مشاهده می‌شود که این شیوه از خانه‌سازی در بسیاری از مناطق ایران یافت می‌شود. خانه‌سازی پلکانی در روستای کنگ استان خراسان رضوی، وفس در استان مرکزی (از سکونتگاه‌های دوره مادها با گویش وفسی که شاخه‌ای از زبان تاتی است)، شهر تاریخی و توریستی ماسوله در استان گیلان و بیش از همه در شهرها و روستاهای استان کردستان مانند اورامان رواج داشته‌است. ادعا شده به علت شباهت معماری این روستا به بافت معماری شهر تاریخی ماسوله، مردم کزج، ماسوله را به عنوان شهر ییلاقی خود ساخته‌اند. به نظر می‌رسد این ادعا که در روزنامه همشهری نیز به چاپ رسانیده شده‌است و عده‌ای سعی در شایع کردن آن بین عموم داشته‌اند در راستای هویت‌سازی جعلی یا تبلیغاتی بی‌اساس برای جذب گردشگر باشد چون در آن به هیچ سند مکتوب اشاره نشده‌است یا دست کم نام و نشانی از کارشناسان مدعی آن موجود نیست. از آن سو ماسوله از صدها سال پیش سکونتگاه دائمی بوده‌است و نه ییلاقی برای کوچ نشینی و اصلاً ارتفاع ماسوله از سطح دریا، کمتر از کزج است و به سبب دما نمی‌توانسته در برابر کزج که سردتر است، ییلاق محسوب شود. معماری ماسوله دارای ویژگی‌هایی نظیر پنجره‌های بالارونده و استحکام کم‌نظیر بام خانه‌ها نیز می‌باشد. ماسوله از سال ۱۳۱۱ دارای شهرداری است و قبل از آن دارای کتابخانه عمومی و مدرسه غیردولتی بوده‌است و زبان اصلی مردمان ماسوله تالشی است در حالی که زبان اهالی کزج زبان مردم آذری است و نام ماسوله (به معنی مانند کوه) شباهتی به نام کزج ندارد و به نام دیگر شهر تالش‌نشین گیلان، ماسال و روستای ماسوله خانی نزدیک است و مردم ماسوله بیشتر از اهالی کهنه ماسوله واقع در هشت کیلومتری ماسوله‌اند و علاوه بر اینکه بدون استثناء شیعه مذهب اند، آداب و رسوم ویژه‌ای نیز در ماه محرم دارند

## گردشگری در کزج
کزج روستایی بسیار زیبا دارای مردمانی فهیم و مهمان نواز است که از آب و هوایی سالم و روح‌انگیز برخوردار می‌باشد. همزیستی مسالمت‌آمیز شیعه و سنی شاهد خوبی بر فرهنگ غنی مردم این سامان است که با تکیه بر هویت روستای خود، گردشگران زیادی را به سوی دیارشان جذب می‌کنند. فرهنگ مهمان نوازی ایرانی در کنار زبان آذری، لباسهای محلی طالشی، رودخانه قزل اوزن، صنایع دستی، انواع میوه‌ها و هوای پاک از جاذبه‌های این دیار برای گردشگران می‌باشد.علاوه بر این موارد با داشتن غاری با قدمت تاریخی این روستا را کامل کرده است.

## وجه تسمیه
این منطقه، در دل کوه در دامنه کوه‌های منطقه خلخال، در دامنه تند کوهی به نام بلدداشی و در ساحل شرقی رودخانه قزل اوزن روستایی به نام کزج واقع شده‌است. نام روستای زیبا و گردشگری کزج برگرفته از کلمه کزه یعنی چوبدستی (دگنگ یا ال‌آغاجی) است. اسم کزج در برخی از لغتنامه‌ها به انگورستان نیز معنی شده‌است

## سوغات
میوه‌هایی چون انگور، گردو، سیب و گلابی،زالزاک،زردآلو، گیلاس، آلبالو و توت (مخصوصا توت خشک) از محصولات درختی کزج هست. جاجیم بافی، پلاس بافی، جوراب، کلاه و دستکش، طناب و سبدبافی از صنایع دستی این روستا می‌باشد.